# 新竹市 (1945年-1951年)
新竹市（シンジュー/しんちく-し、英語: Hsinchu City）は、かつて中華民国台湾省に存在した省轄市。

## 沿革
1945年（昭和20年/民国34年）10月25日、日本の敗戦に伴って台湾は中華民国国民政府に接収（台湾光復）され、台湾省が設置された。同年10月30日に台湾省の省轄市として新竹市が設置され、9の区が設置された。新竹市の設置に伴い、新竹県の県政府は桃園鎮（現：桃園市桃園区）に移転され、新竹市政府は旧新竹州庁に置かれた。成立当初の市の面積は101km²だった。
1946年（民国35年）3月18日、新竹市は隣接する新竹県から竹東鎮（上坪里・瑞峰里を除く）と宝山郷を編入し、竹東区と宝山区を設置した。これにより市の面積は約222km²に拡大した。当時台湾省に存在した9の省轄市の中で新竹市の面積は最も大きく、人口は約12万人で4位、人口密度は6位だった。同年4月17日、区割が再編され、東区、西区、南区、北区、香山区、竹東区、宝山区の7区となった。西区公所は省立新竹病院、南区公所は新竹寺、北区公所は北門派出所に設置された。
1950年（民国39年）10月25日、台湾省全体の行政区画の再編に伴って新竹市は新竹県に編入され、竹東区、宝山区、香山区は竹東鎮、宝山郷、香山郷となった。また、同時に新竹市は新竹県の県政府所在地となった。
1951年（民国40年）12月1日、新竹市のその他の区も全て廃止され、県轄市に降格した。

## 歴代市長
| 代数 | 市名   | 任期                           | 備考                                                     |
| ---- | ------ | ------------------------------ | -------------------------------------------------------- |
| 1    | 郭紹宗 | 1945年11月17日 - 1947年3月16日 | 新竹州接管委員会主任委員 1946年1月以前は新竹県長との兼任 |
| 2    | 陳貞彬 | 1947年3月16日 - 1950年10月25日 | 行政区画の再編後、新竹県長に就任                         |